# Diecezja Rieti
Diecezja Rieti (nazwa oficjalna: diecezja Rieti (-S. Salvatore Maggiore)) – diecezja Kościoła rzymskokatolickiego we Włoszech, a dokładniej w Lacjum. Należy do metropolii rzymskiej. Powstała w V wieku, zaś w roku 1925 uzyskała swą obecną nazwę oficjalną.